# 호뢰 전투
호뢰 전투(虎牢戰鬪)는 중국 수말당초 시기인 621년 5월 28일 하남성 호뢰에서 벌어진 전투이다. 진왕 이세민이 양대 수도 중 하나인 낙양을 점유하고 있던 왕세충과 하북을 통일했던 두건덕의 세력을 일시에 평정한 전투이다. 당에 의한 대륙의 재통일이 거스를 수 없는 대세가 된 변곡점으로 평가받는다.

## 진행
당 황자 진왕 이세민이 이끄는 당군이 두건덕의 하군과 왕세충의 정군과 맞서 싸웠다. 호뢰관은 낙양 동쪽에 있는 전략적으로 중요한 고개였다. 당시 이세민은 왕세충이 수도로 삼고 있던 낙양을 공략하고 있었는데, 왕세충이 원군으로 부른 두건덕이 남하하자 두건덕을 상대하기 위해 호뢰곡까지 동진했다. 이세민은 두건덕의 하군이 지칠 때까지 전투를 회피하다가 기병돌격을 감행하여 하군을 와해시키고 두건덕을 사로잡았다. 두건덕이 붙잡히자 왕세충은 다른 방법이 없음을 알고 항복했다. 이로써 왕세충의 정나라와 두건덕의 하나라가 모두 당나라에 복속되었다.

## 결과
두건덕은 사형에 처해졌고, 이에 두건덕의 부하였던 유흑달이 두건덕의 옛 세력권에서 재반란을 일으켰다.
1. ↑  훗날 당 태종